# Bartabas
Cet article possède un paronyme, voir Bar-tabac.
Pour les articles homonymes, voir Marty.
Clément Marty, connu sous son nom de scène Bartabas, né le 2 juin 1957 à Boulogne-Billancourt, est un écuyer, metteur en scène, scénographe et réalisateur français, fondateur du Théâtre équestre Zingaro en 1984. En 2003, il a créé l'Académie du spectacle équestre de Versailles.

## Biographie
Fils d'un père architecte et d'une mère médecin du travail, Bartabas se passionne dès son enfance pour les chevaux. Il est remarqué en 1977 dans le cadre du festival off d'Avignon, puis cofonde le Théâtre Emporté et le Cirque Aligre.

## Théâtre équestre et musical Zingaro
Créé en 1984, le Théâtre Zingaro (du nom du plus célèbre cheval de la troupe) commence sa tournée avec Cabaret équestre. Zingaro (tsigane en italien) est le nom du frison emblématique de la troupe, mort en 1998 lors de la tournée d'Éclipse. C'est en 1986 que la troupe change de nom et devient le Théâtre équestre et musical Zingaro. Bartabas invente une nouvelle forme de spectacle équestre en y apportant une dimension onirique et esthétique. La troupe composée d'artistes alliant le théâtre, l'art équestre, la danse et la musique s'installe au fort d'Aubervilliers en 1989 et devient une des compagnies les plus importantes d'Europe. Elle parcourt le monde de New York à Tokyo avec ses créations qui parachèvent l'émergence d'un théâtre équestre à part entière.

### Liste des spectacles
- Cabaret équestre I-II-II (1984-1990), cette série de spectacles ouvre l'ère du théâtre équestre dans une ambiance de cabaret et de musique d'inspiration tsigane.
- Opéra équestre (1991-1993), sur une musique conçue par Jean-Pierre Drouet, nous assistons à un face à face entre chanteurs caucasiens et chanteuses berbères.
- Chimère  (1994-1996), inspiré de l'Inde, ce spectacle voit la participation musicale de Jean-Pierre Drouet et de musiciens chanteurs du Rajasthan.
- Éclipse  (1997-1999), inspiré de la Corée[5], la musique est assurée par un orchestre de musique shinawi et une chanteuse de  pansori : Sung-Sook Chung[6], à noter également la participation de Quincella Swyningan (danseur de Pina Bausch). Ce spectacle est bichromatique et joue sur la dualité à plusieurs niveaux (homme/femme, noir/blanc, etc.)
- Triptyk (2000-2002), spectacle conçu en trois parties avec des danseurs de kalarippayatt. Chaque partie repose sur une musique : Le Sacre du printemps (première partie) et la Symphonie de psaumes (troisième partie) d'Igor Stravinsky et le Dialogue de l'ombre double (deuxième partie) de Pierre Boulez qui accompagne les sculptures de Jean-Louis Sauvat.
- Loungta (2003-2005), inspiré du Tibet, des moines du monastère de Gyuto assurent la musique[7].
- Battuta (2006-2009), spectacle d'inspiration tsigane où la musique est l’œuvre de la Fanfare Şukar[8] (musiciens tsiganes de Roumanie).
- Darshan (2009-2010), sur une musique conçue par Jean Schwarz, la scénographie est celle d'un théâtre d'ombres circulaire[9]. Les spectateurs sont assis au centre de la piste sur une tribune circulaire qui tourne sur elle-même au ralenti.
- Calacas (2011-2014), inspiré de la fête des morts mexicaine[10].
- Elégies : on achève bien les anges (2015-2016)
- Ex Anima (2017-2019), ultime grand spectacle du Théâtre Zingaro, Bartabas y célèbre les chevaux en liberté et leur rapport à l'humanité.
- Cabaret de l'Exil - Yiddishland (2021-2022), célèbre la culture yiddish et la musique klezmer des communautés juives d'Europe de l'Est.
- Cabaret de l'Exil - Irish Travellers (2022-2023), explore l’univers des Irish travellers, nomades d’origine irlandaise en exil dans leur propre pays.
- Cabaret de l'Exil - Femmes persanes (2023-2024), rend hommage aux femmes afghanes et iraniennes, elles aussi artistes en exil.

## Académie équestre nationale du domaine de Versailles
Il fonde, en 2003, l'Académie du spectacle équestre à la Grande Écurie du château de Versailles. L'originalité de cette académie d'art équestre réside dans le fait d'associer le travail de dressage de haute école avec d'autres disciplines telles que l'escrime, la danse, le chant ou le kyudo (tir à l'arc japonais). Les écuyers acquièrent ainsi une sensibilité artistique. La voie de l'écuyer, spectacle chorégraphié par Bartabas, est présenté dans le manège de la Grande Écurie du château.
Le 27 décembre 2007, Bartabas a été placé en garde à vue après avoir endommagé un photocopieur et un convecteur de la Direction régionale des Affaires culturelles (DRAC). Cet incident aurait fait suite à l'annonce de la réduction des subventions attribuées à l'Académie du spectacle équestre. Il a par la suite exprimé son point de vue dans Les raisons de la colère, une lettre ouverte à l'attention de madame Christine Albanel, ministre de la Culture.

### Créations avec l'Académie
Au bassin de Neptune - fêtes de nuit du château de Versailles (avec la participation du Théâtre Zingaro) :
- Le Chevalier de St George : un Africain à la Cour en 2004, œuvre inspirée de la vie de Joseph de Bologne (25 décembre 1745 - 10 juin 1799), violoniste, compositeur et écuyer sous Louis XVI.
- Voyage aux Indes Galantes en 2005, œuvre inspirée de la vie de René Madec, qui se clôt par un extrait de l'opéra de même nom de Rameau.
- Les Juments de la nuit en 2008, œuvre inspirée de la pièce Macbeth de Shakespeare et du film Le Château de l'araignée d'Akira Kurosawa (qui est une adaptation de la pièce de Shakespeare). Avec la participation vocale de Bernard-Pierre Donnadieu et d'Ingrid Donnadieu, ainsi que des danseurs Larrio Ekson et Miyoko Shida sur une musique conçue par Jean Schwarz[12].

Les autres créations :
- Récital équestre en 2006 avec Alexandre Tharaud (pianiste) et Bartabas. Présenté aux Nuits de Fourvière à Lyon.
- Partitions équestres en 2008, sur la musique de Philip Glass interprétée par l'ensemble de saxophones Ossia. Le spectacle est présenté dans le théâtre gallo-romain aux Nuits de Fourvière à Lyon[13].
- Liturgie équestre : autour de Saint François d'Assise en 2009, représenté à l'Abbatiale Saint-Ouen à Rouen, dans le cadre du festival Automne en Normandie. Avec la participation de Beñat Achiary (chanteur basque) et Vincent Dubois (organiste).
- Charivari équestre en 2010 dans le cadre du saut Hermès au Grand Palais (Paris), avec la participation du Théâtre Zingaro.
- We Were Horses en 2011 en collaboration avec Carolyn Carlson [14] sur la musique de Philip Glass.
- Le Temps devant soi en 2012 dans le cadre du saut Hermès au Grand Palais (Paris)
- Nuit de Chine en 2014 dans le cadre de la célébration du cinquantenaire de l’établissement des relations diplomatiques entre la France et la Chine au Grand Palais (Paris)
- Métamorphosis en 2014 dans le cadre du saut Hermès au Grand Palais (Paris)
- Davide Penitente en 2015 au Manège des Rochers pour la Mozartwoche, direction musicale de Marc Minkowski
- La Nature au galop en 2016 dans le cadre du saut Hermès au Grand Palais (Paris)
- Requiem en 2017 au Manège des Rochers pour la Mozartwoche, direction musicale de Marc Minkowski
- Récréation en 2018 dans le cadre du saut Hermès au Grand Palais (Paris)
- Le Sacre de Stravinsky en 2018 avec l'Orchestre Philharmonique de Radio France dirigé par Mikko Franck à La Seine Musicale
- La Voie de l'écuyer, spectacle annuel présenté au manège de la Grande Écurie du Château de Versailles.

## Films, livres et œuvres intimistes de Bartabas
- 1993 : Mazeppa, film qui raconte la vie du peintre Théodore Géricault et du maître équestre Antonio Franconi.
- 1996 : Chamane, film qui raconte la longue épopée à cheval d'un échappé du goulag à travers la taïga. C'est une adaptation d'un récit de Jean-Louis Gouraud : Riboy : fugue pour un violoncelle. L'étrange pérégrination dans la taïga d'un musicien et de son extraordinaire petit cheval bigarré. Ce récit est lui-même inspiré d'une histoire vrai d'un cosaque : Dimitri Nicolaïvitch Pechkov[15].
- 2004 : Entr'aperçu, spectacle au Théâtre du Châtelet en 2004 sur les textes de Victor Segalen, avec la participation de la danseuse Miyoko Shida et des musiciens Jean-Pierre Drouet et Gaston Sylvestre.
- 2006 : Lever de soleil, spectacle créé en 2006 au festival d'Avignon, puis présenté au Maroc, à Paris et à Montpellier. Déroulé au lever du soleil, c'est une présentation du rapport intime entre l'homme et le cheval[16].
- 2010 : Galop Arrière, film introspectif dans l'univers du Théâtre Zingaro[17].
- Le Centaure et l'Animal, spectacle créé à Toulouse en septembre 2010 avec Kô Murobushi chorégraphe de butô sur les Chants de Maldoror du Comte de Lautréamont.
- 2014 : Golgota, inspiré de la crucifixion du Christ. Ce spectacle a été créé avec le danseur Andres Marin.
- 2015 : Le Caravage, film documentaire réalisé par Alain Cavalier.
- 2020 : D'un cheval l'autre, autobiographie publiée chez Gallimard  (ISBN 978-2-07-287917-3).
- 2021 : Entretiens silencieux, spectacle solo de Bartabas avec son cheval Tsar, présenté à l'Académie équestre de Versailles.
- 2022 : Les cantiques du Corbeau, poésie en prose publiée chez Gallimard  (ISBN 978-2-07-294841-1)
- 2024 : D'un geste vers le bas, livre autobiographique autour de sa rencontre avec Pina Bausch, publié chez Gallimard  (ISBN 978-2-07-305151-6)

## Affaire judiciaire
En 2016, le musicien Tom Waits le poursuit en justice pour plagiat, lui reprochant d'utiliser ses compositions, son univers et son apparence comme clé de voûte dans son dernier spectacle. Le 8 février 2019, le tribunal de grande instance de Paris le condamne, ainsi que sa société Zingaro, à verser 60 000 euros pour avoir porté atteinte aux droits de la personnalité de Tom Waits « en reprenant les éléments constitutifs de son apparence, en reproduisant sa photographie dans le dossier de presse de ce spectacle et en utilisant son nom pour la promotion du spectacle sans son autorisation ».

## Décorations
Bartabas a reçu les distinctions suivantes :
- Chevalier de l'ordre national du Mérite, remis par Catherine Trautmann le 1er avril 1999.
- Chevalier de l'ordre du Mérite agricole, remis par Jean Glavany le 4 février 2002.
- Chevalier de l'ordre des Arts et des Lettres, remis par Renaud Donnedieu de Vabres le 22 juin 2004.
- Chevalier de la Légion d'honneur, par décret du Président de la République le 31 décembre 2004 (décoration non remise).

## Engagements
En octobre 2019, il signe avec 40 personnalités du monde du spectacle et de la culture, parmi lesquelles Denis Podalydès, Pierre Arditi, l'ex-ministre de la Culture Françoise Nyssen ou le journaliste Patrick de Carolis, un appel contre l'interdiction de la corrida aux mineurs que la députée Aurore Bergé voulait introduire dans une proposition de loi sur le bien-être animal.